# 공무원범죄
공무원범죄(公務員犯罪)는 공무원이 공무상으로 범하는 범죄이다.

## 공무원범죄의 종류
- 직무유기죄
- 직권남용죄
- 불법체포감금죄
- 특수공무원의 폭행가혹행위죄
- 피의사실공표죄
- 공무상비밀누설죄
- 선거방해죄
- 단순수뢰죄
- 사전수뢰죄
- 제3자뇌물제공죄
- 수뢰후부정처사죄
- 사후수뢰죄
- 알선수뢰죄
- 뇌물공여죄